# La Marseillaise des Blancs
La Marseillaise des Blancs, est une chanson française écrite en 1793 et conçue comme une réponse à La Marseillaise, hymne des révolutionnaires. Ce chant est découvert dans le portefeuille de Jacob Madé dit « Sans Poil », un chef de paroisse tué le 16 mai 1793. Tout comme les partisans de la République, les Vendéens (ou Bas-Poitevins) ont leur propre version de La Marseillaise.

## Paroles

### Texte original[1]
I

Allons,  armées  catholiques. 

Le  jou  de  gloëre  est  arrivé  :  

Contre  nous  de  la  République 
L'étendard  sanglant  est  levé.  (bis)
Ontondez-ve  dons  quiés  compagnes 
Les  cris  impurs  daux  scélérats  
Gle  venant  jusque  dans  vos  bras , 

Prondre  vos  feilles  et  vos  femmes. 

Aux  armes ,  Poitevins  I  formez  vos  bataillons , 
Marchez,  marchez,  le  sang  daux  bllus
Rogira  vos  seillons  ! 
II

 Quoë  ! daux  gueux  infâmes  d'hérétiques 

 Ferlant  la  loé  dons  nos  fouers

 Quoë !  daux  muscadins  de  boutiques 

 Nous  écraseriant  sos  leux  peds  (bis) 

 Et  le  Rodrigue   abominable, 

 Infame suppôt dau démon 

 S'installerait on la méson

 De notre Jesus adorable

 Aux armes etc.
III
Trombllez, pervers et vous timides

 La bourrée dans dus partis

Trombllez! vos intrigues perfides

Allant onfin se mettre à prix ! (bis)

 Tot  est levé pre ve combattre

 De Saint-Jean d'-Mont à Beaupréau

 D'Angers à la ville d'Airvault

 Nos gas ne volent que se battre

 Aux armes etc.
IV
 Chrétiens, vrais fails de l'Eglise

 Séparez de vos ennemis

 La faiblesse à la pou soumise

 Que voirez on pays conquis ; (bis)

 Mais quiés citoyens songuinaires

 Mais les adherons de Camus

 Quiés prêtres jureurs et intrus,

 Causes de totes nos misères...

 Aux armes etc.
V
 O sainte vierge Marie,

 Condis,soutins nos bras vengeürs,

Contre ine séquelle ennemie

 Combats avec tes zélaturs ! 

 A nos étendards la victoëre 

 Est premise de quiant moument, 

 Et le régicide expirant

 Voira ten triompe et net' gloëre

 Aux armes etc.

### En français moderne
I

Allons armées catholiques

Le jour de gloire est arrivé !

Contre nous de la République

L'étendard sanglant est levé (bis)

Entendez-vous dans ces campagnes,

Les cris impurs des scélérats ?

Ils viennent jusque dans nos bras

Prendre vos filles et vos femmes

Refrain :

Aux armes Poitevins !

Formez vos bataillons !

Marchons, marchons,

Le sang des Bleus

Rougira nos sillons !

II

Quoi des infâmes hérétiques

Feraient la loi dans nos foyers ?

Quoi des muscadins de boutiques

Nous écraseraient sous leurs pieds ? (bis)

Et le rodrigue abominable

Infâme suppôt du démon

S'installerait en la maison

De notre Jésus adorable

(Refrain)

III

Tremblez pervers et vous timides,

La bourrée des deux partis.

Tremblez, vos intrigues perfides

Vont enfin recevoir leur prix. (bis)

Tout est levé pour vous combattre

De Saint Jean d'Monts à Beaupréau,

D'Angers à la ville d'Airvault,

Nos gars ne veulent que se battre.

(Refrain)

IV

Chrétiens, vrais fils de l'Église,

Séparez de vos ennemis

La faiblesse à la peur soumise

Que verrez en pays conquis. (bis)

Mais ces citoyens sanguinaires

Mais les adhérents de Camus

Ces prêtres jureurs et intrus

Cause de toutes nos misères.

(Refrain)

V

Ô sainte Vierge Marie

Conduis, soutiens, nos bras vengeurs !

Contre une sequelle ennemie

Combats avec tes zélateurs ! (bis)

À vos étendards la victoire

Est promise assurément.

Que le régicide expirant

Voie ton triomphe et notre gloire !

(Refrain)